# Edwige Gwend
Edwige Jeanne Gwend  (ur. 11 marca 1990) – włoska judoczka, mistrzyni i wicemistrzyni Europy. 
Podczas mistrzostw Europy w 2010, w Wiedniu, zdobyła srebrny medal indywidualnie i złoty medal w drużynie.